# Glossotrophia demarginata
Glossotrophia demarginata är en fjärilsart som beskrevs av Hans Reisser 1961. Glossotrophia demarginata ingår i släktet Glossotrophia och familjen mätare. Inga underarter finns listade i Catalogue of Life.